# 2001
2001 (MMI) година е обикновена година, започваща в понеделник според Григорианския календар и годината на змията според китайската астрология.
Според традиционното тълкуване на Григорианския календар, 2001 г. е първата година от 21 век и първа от третото хилядолетие.
Тя е и втората от 2000-те.
Съответства на:
- 1450 година по Арменския календар
- 6751 година по Асирийския календар
- 2951 година по Берберския календар
- 1363 година по Бирманския календар
- 2545 година по Будисткия календар
- 5761 – 5764 година по Еврейския календар
- 1993 – 1994 година по Етиопския календар
- 1379 – 1380 година по Иранския календар
- 1422 – 1423 година по Ислямския календар
- 4697 – 4698 година по Китайския календар
- 1717 – 1718 година по Коптския календар
- 4334 година по Корейския календар
- 2754 години от основаването на Рим
- 2544 година по Тайландския слънчев календар
- 90 година по Чучхе календара

## Събития
- 18 февруари – bTV излъчва своята 24-часова програма.
- Microsoft издават Windows XP, нова стъпка в развитието на ОС Windows.
- Източен Тимор извоюва своята независимост от Индонезия.
- Известната Северноамериканска кеч федерация със собственик Винс Макмеън WWF (сега WWE) изкупува прекия си конкурент WCW (World Championship Wrestling) със собственик Тед Търнър и така започва ерата на еднолично господство на World Wrestling Federation, които дотогава са ненадминати от друго кеч шоу по телевизионен рейтинг.
- Атаките от 11 септември разрушават Световен търговски център в Ню Йорк, част от Пентагона в Арлингтън, Вирджиния. Общо 2749 загинали.
- Rockstar Games публикуват играта Grand Theft Auto III.
- 2 юни – Официално е открит футболният стадион А. Ле Кок Арена в град Талин, Естония.
- 4 октомври – Самолетът „Туполев Ту-154“, който изпълнява полет 1812 на „Сибериа Еърлайнс“ е свален над Черно море от заблудена украинска военна ракета С-200, загиват 78 души.
- 8 октомври – Двумоторна „Чесна“ и реактивен самолет на „Скандинавиан Еърлайнс Систем“ се сблъскват в гъста мъгла по време на излитане от Милано, Италия и убиват 118 души.
- 11 ноември – 18 ноември – президентски избори в България
- 12 ноември – Самолетът при полет 587 на „Американ Еърлайнс“ на път за Доминиканската република, се разбива минути след излитане от международното летище „Джон Ф. Кенеди“ и убива всички 260 души на борда и 5 на земята.
- 24 ноември – Самолетът при полет 3597 на „Кросеър“ се разбива близо до летище „Цюрих“ и убива 24 души, включително певицата Мелани Торнтън.

## Родени
- Конър Гибс, американски актьор
- 9 януари – Родриго Силва де Гоеш, бразилски футболист
- 22 април – Мартин Минчев, български футболист
- 26 април – Менил Велиоски, северномакедонски певец
- 27 април – Лидия, българска поп и попфолк певица
- 3 май – Рейчъл Зиглър, американска актриса и певица
- 31 май – Ига Швьонтек, полска тенисистка
- 24 юли – Ияд Омар Хамуд, български футболист с ливански произход
- 20 август – Александра Начева, българска състезателка по троен скок
- 28 август – Анна Тринчер, украинска певица
- 6 септември – Андрей Йорданов, български футболист (полузащитник)
- 15 септември – Ема Фурман, американска актриса и фотомодел
- 14 октомври – Роуън Бланчард, американска актриса
- 25 октомври – Йоан Бауренски, български футболист
- 30 октомври – Бела Пейдж, австралийска певица
- 18 декември – Били Айлиш, американска певица и авторка на песни

## Починали
- Георги Арнаудов, български футболист (р. 1929 г.)
- Любомир Сагаев, български музиколог и общественик (р. 1917 г.)
- 10 януари – Неджати Джумалъ, турски писател (р. 1921 г.)
- 23 януари – Недко Недев, български футболист (р. 1920 г.)
- 31 януари – Гордън Диксън, канадски писател (р. 1923 г.)
- 10 февруари – Христо Бояджиев, български художник (р. 1912 г.)
- 14 февруари – Ричард Леймън, американски писател (р. 1947 г.)
- 18 февруари – Георги Минчев, български певец и музикант (р. 1943 г.)
- 19 февруари – Стенли Крамър, американски режисьор и продуцент (р. 1913)
- 26 февруари – Драгослав Аврамович, сръбски икономист (р. 1919 г.)
- 8 март – Моско Москов, български езковед (р. 1927 г.)
- 12 март – Робърт Лъдлъм, американски писател (р. 1927 г.)
- 24 март – Добромир Тонев, български поет (р. 1955 г.)
- 26 март – Благоя Талески, югославски политик (р. 1924 г.)
- 28 март – Въло Радев, български кинорежисьор (р. 1923 г.)
- 8 април – Яко Молхов, български критик (р. 1915 г.)
- 12 април – Венцеслав Андрейчев, български ядрен физик (р. 1941 г.)
- 4 май – Васка Илиева, македонска народна певица (р. 1923 г.)
- 9 май – Борислав Шаралиев, български кинорежисьор (р. 1922 г.)
- 11 май – Дъглас Адамс, британски писател (р. 1952 г.)
- 12 май
  - Алексей Туполев, съветски авиоконструктор (р. 1925 г.)
  - Диди, бразилски футболист (р. 1929 г.)
- 14 май – Георги Спасов, български политик и писател (р. 1943 г.)
- 18 май
  - Алексей Маресиев, съветски летец (р. 1916 г.)
  - Трендафил Станков, български футболист и треньор по футбол (р. 1923 г.)
- 30 май – Георги Божилов, български художник (р. 1935 г.)
- 21 юни – Джон Лий Хукър, американски блус музикант (р. 1917 г.)
- 22 юни – Лика Янко, българска художничка (р. 1928 г.)
- 27 юни
  - Джак Лемън, американски актьор (р. 1925 г.)
  - Туве Янсон, финландска писателка (р. 1914 г.)
- 12 юли – Йован Котески, поет от Република Македония (р. 1932 г.)
- 31 юли – Пол Андерсън, американски писател (р. 1926 г.)
- 6 август – Жоржи Амаду, бразилски писател (р. 1912 г.)
- 18 август – Филип Кросби, американски бизнес теоретик (р. 1926 г.)
- 19 август – Бети Евърет, американска певица (р. 1939 г.)
- 25 август
  - Кен Тирел, британски автомобилен състезател (р. 1924 г.)
  - Алия, американска певица (р. 1979 г.)
- 28 август – Видин Даскалов, оперетен певец (р. 1929 г.)
- 2 септември – Кристиан Барнард, южноафрикански сърдечен хирург (р. 1922 г.)
- 3 септември – Стефан Продев, български писател, есеист и публицист (р. 1927 г.)
- 9 септември – Шах Масуд, афганистански политик и военен деятел (р. 1953 г.)
- 28 септември – Никола Ганчев, български кавалджия и музикален педагог (р. 1919 г.)
- 6 октомври – Георги Свежин, български поет (р. 1922 г.)
- 23 октомври – Джош Кърби, британски илюстратор (р. 1928 г.)
- 10 ноември – Кен Киси, американски писател (р. 1935 г.)
- 24 ноември – Мелани Торнтън, американска певица от групата La Bouche (р. 1967 г.)
- 25 ноември – Риаз Ахмед Гохар Шахи, пакистански религиозен водач (р. 1941 г.)
- 16 декември – Щефан Хайм, немски писател (р. 1913 г.)
- 20 декември – Леопол Седар Сенгор, френски поет (р. 1906 г.)
- 22 декември – Гжегож Чеховски, полски певец, композитор и текстописец (р. 1957 г.)
- 31 декември – Тодор Живков, български фолклорист и етнолог (р. 1938 г.)

## Нобелови награди
- Физика – Ерик Корнел, Волфганг Кетерле, Карл Уиман
- Химия – Уилям Ноулс, Рьоджи Нойори, Карл Бари Шарплес
- Физиология или медицина – Лилънд Хартлел, Тим Хънт, Пол Нърс
- Литература – Видиядхар Сураджпрасад Найпол
- Мир – Организация на обединените нации, Кофи Анан
- Икономика – Джордж Акерлоф, Майкъл Спенс, Джоузеф Стиглиц

## Киното през 2001

### Филми
- Властелинът на пръстените: Задругата на пръстена, Нова Зеландия/САЩ
- Белфегор: Фантомът на Лувъра, Франция
- Другите, САЩ
- Красив ум, САЩ
- Отмъщението, Бразилия, Франция и Швейцария
- Парола: Риба меч, САЩ
- Просто попитай децата ми, САЩ
- Пърл Харбър (филм), САЩ
- Сватбеният агент, Германия и САЩ

Вижте също:
- календара за тази година